# 피에르 불랑제
피에르 불랑제(Pierre Boulanger, 1987년 8월 8일 ~ )는 프랑스의 배우이다.

## 출연 작품
- 바이 바이 레 푸시우스 (2017)
- 로드 게임 (2015)
- 랑데부 (2015)
- 에프터 더 배틀 (2014)
- 갓 헬프 더 걸 (2014)
- 몬테 카를로 (2011)
- 아워 데이 윌 컴 (2010)
- 메시어 이브라임 (2003)